# 不必回答
《不必回答》是中國男歌手姚琛作為出道作品的首張迷你專輯，泛領文化、JYP娛樂製作，2021年6月28日推出。同名主打歌〈不必回答〉，由姚琛、Kass製作。

## 簡介
主打歌《不必回答》是一首Hybrid Pop Rock(混合流行摇滚）风格的歌曲，干净利落的DRUM混合悲切的Synth line，用轻快的旋律反衬突出歌词所表达的低落负面的情绪，这首歌姚琛用第二人称的角度审视自我，尝试与自己对话。
而另一首《莫比乌斯的日落》是一首TRAP+ROCK风格的歌曲， 节奏强烈的鼓声和清凉的吉他声配上副歌部分的中毒性旋律让人印象深刻，非常适合夏天，听时脑海中能浮现出日落的温暖画面，这首歌姚琛从第三人称视角出发，借用从莫比乌斯环得来的灵感，描写了重新出发的希望和“无限”这个永恒的概念。
两首歌呈现了两种截然相反的情绪，是姚琛的音乐故事里一明一暗的两块拼图。

## 曲目
| CD： | CD：                           | CD： | CD： | CD： | CD： |
| 曲序 | 曲目                           |      | 作曲 | 编曲 | 时长 |
| ---- | ------------------------------ | ---- | ---- | ---- | ---- |
| 1.   | 不必回答                       | 姚琛 | Kass | Kass | 3:18 |
| 2.   | 莫比烏斯的日落                 | 姚琛 | Kass | Kass | 3:20 |
| 3.   | 不必回答（Instrumental）       |      | Kass | Kass | 3:18 |
| 4.   | 莫比烏斯的日落（Instrumental） |      | Kass | Kass | 3:20 |

## 成績
《不必回答》上线後於QQ音樂秒破1032.36万人气值，达成尖叫钻石单曲认证，实时1500万人气值，為2021年度首支巅峰钻石单曲。同時《不必回答》空降QQ音乐人气榜空降三榜第1名，斬獲2021年6月28日 日榜第一名，2021年第27期 周榜第一名，2021年实时 年榜第一名，展現超高人氣。此外由你音乐榜 双曲空降入榜，主打歌《不必回答》則空降TOP1。
7月10日，繼《不屑 NEVERMIND》後《不必回答》在QQ音樂達到2000萬人氣值，成為人氣殿堂單曲，同時姚琛也是2021年首個在QQ音樂達成巔峰人氣殿堂單曲認證的歌手，也是QQ音樂時隔兩年第二位擁有兩首單曲達成巔峰榜人氣殿堂單曲認證的歌手。